# Iris douglasiana
Iris douglasiana (iris de Douglas) es una flor silvestre común en las regiones costeras del norte y centro de California y sur de Oregón en los Estados Unidos. Fue descripta por primera vez en el siglo XIX por el botánico David Douglas en Monterrey. Crece principalmente a baja altitud, por debajo de los 100 metros, aunque ocasionalmente puede hallarse en sitios de hasta 1000 metros de altitud. Es muy común en la pradera costera de California; se la considera una hierba nociva en los pastizales, porque forma grupos que inhiben otra vegetación, y sus hojas son amargas y desagradables para el ganado.

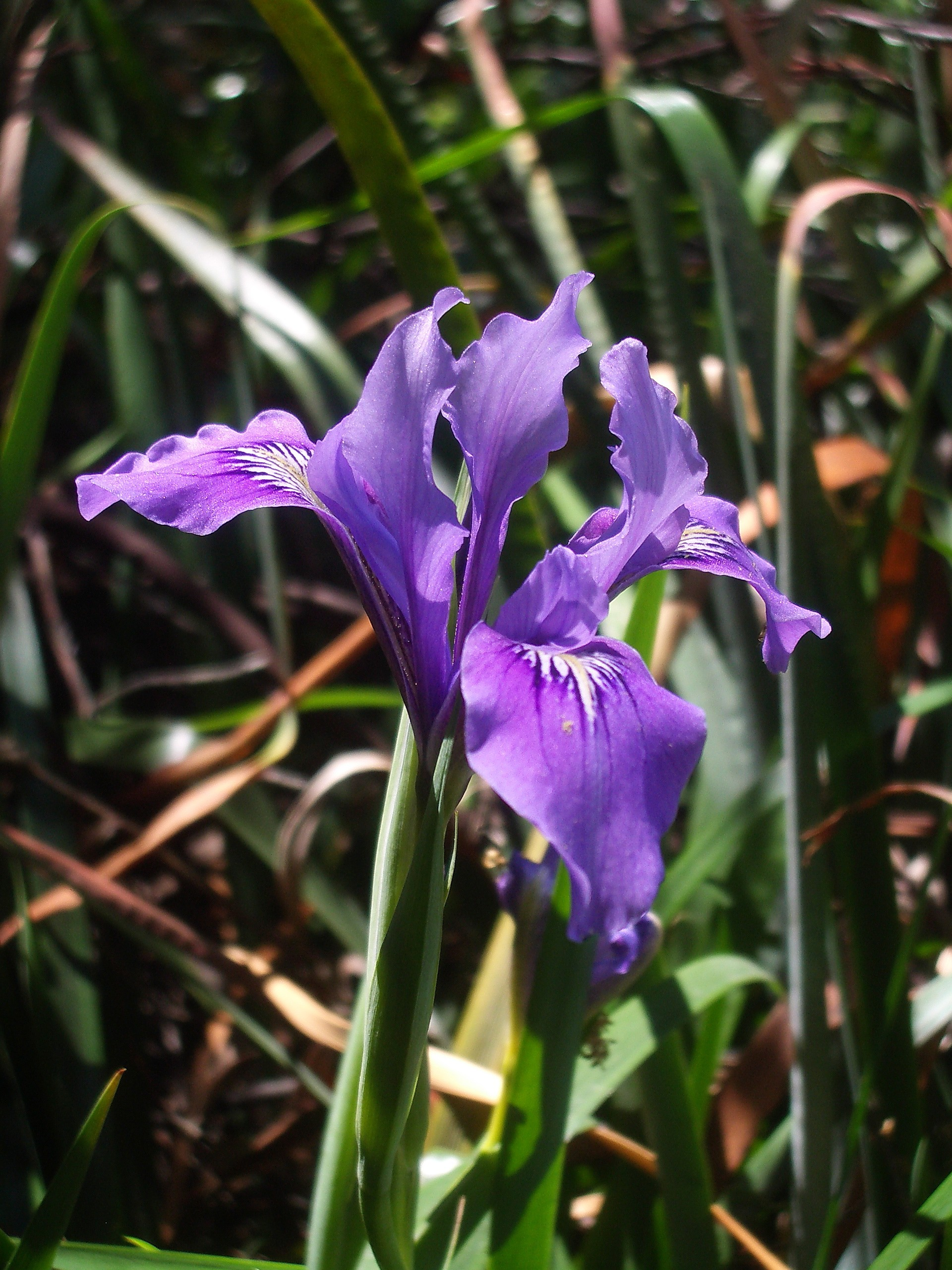
Flor en primer plano

Existe un Iris del subgénero Limniris, que crece de un rizoma de menos de un centímetro de diámetro. Sus hojas tienen aproximadamente 2 centímetros de ancho. Florece de abril a junio, y sus flores habitualmente son azul púrpura, aunque algunas veces se encuentran flores amarillas. Cada tallo, de 15 a 80 cm de alto tiene dos o tres flores.

Se han reconocido muchas variedades, por ejemplo Iris douglasiana var. altissima (Jeps.) and Iris douglasiana var. oregonensis (R. C. Foster), pero la especie es muy variable, y muchas dee estas variedades no pueden ser definidas con precisión en la práctica. El iris de Douglas se hibrida libremente con varias otras especies; su híbrido natural I. innominata, fue descripto como Iris ×thompsonii (R. C. Foster),, y los híbridos de jardín similares se denominan Iris ×aureonympha (E. H. English).
Esta planta ha recibido el Award of Garden Merit de la Real Sociedad de Horticultura.